# Каинкуль (озеро)
Каинкуль (также Каинколь) — бессточное пресное озеро в Кунашакском районе Челябинской области России, расположено в междуречье рек Теча и Караболка, в окружении озёр: Карагайкуль на северо-западе, Урукуль на севере, Уелги на востоке, Чебакуль на юго-востоке и Калды на юге.
Зеркало озера расположено на высоте 202,1 метра над уровнем моря. Площадь озера — 5 км². Имеет овальную форму, длина около 3,4 км, максимальная ширина в центральной части — 2 км. Вода пресная. Максимальная глубина 7 м, средняя глубина — 4 м. 
Озеро бессточное, значительных притоков не имеет. В полноводье иногда осуществляется сток в озеро Карагайкуль, которое расположено на расстоянии 1 км к северо-западу. Также сообщается с озером Уелги через прорытый канал. Дно в основном песчаное. Береговая линия слабо изрезана. Берега низкие, каменистые на северо-востоке, покрытые луговой и степной растительностью, местами заболочены. Зеркало на треть заросло камышом и тростником, особенно северный и западный берега. На южном берегу расположена деревня Каинкуль. Участок затопленного леса можно встретить на юго-западной стороне. 
В водоёме обитает чебак, окунь, золотой и серебряный карась. При зарыблении в озеро выпущены карп, рипус, пелядь, налим. Обитают раки. Рыбалка платная. Гнездится серый гусь.